# بلور الجبل (رواية)
بلور الجبل أو كرستال الجبل أو (Rock Crystal) ((بالألمانية: Bergkristall) ؛ 1845) رواية للكاتب النمساوي أدلبرت ستيفتر، عن طفلين مفقودين في ليلة عيد الميلاد. أثرت على توماس مان  وآخرين بقصته المعلقة والبسيطة التي تشبه الأسطورة وتصويرات مهيبة للطبيعة. وقال مان إن ستيفتر «واحد من أكثر الرواة استثنائية، والأكثر غموضا، وأكثرهم جرأة سرا وأكثرهم غرابة في الأدب العالمي.»  وصف الشاعر WH Auden الصخرة البلورية بأنها «هادئ وجميل عن علاقة الناس بالأماكن، وبين الإنسان بالطبيعة».
تمت ترجمتها إلى الإنجليزية في عام 1945 من قبل إليزابيث ماير وماريان مور، وأعيد إصدارها من قبل Pushkin Press في عام 2001 و New York Review of Books في 2008. ترجمة سابقة من عام 1914 بواسطة Lee M. Hollander موجودة في المجال العام.
تم تحويلها إلى افلام سينمائية وتلفزيونية عدة مرات. في عام 1949 مثل فيلم Mountain Crystal من تأليف Harald Reinl (هولندا). في عام 1954 مثل الفيلم التلفزيوني Bergkristall بواسطة فريدريش فورستر بورغراف (ألمانيا). في عام 1974 كفيلم تلفزيوني Bergkristall لبول ستوكمير (النمسا). في عام 1999 كفيلم تلفزيوني Cristallo di rocca - Una storia di Natale للمخرج فرانشيسكا ميلاندري (إيطاليا). في عام 2004 كفيلم Bergkristall لكلاوس ريشتر (ألمانيا).

## روابط خارجية
كتاب مجاني: Rock Crystal على مشروع غوتنبرغ, contained in The German Classics of the Nineteenth and Twentieth Centuries, Volume 08), tr. Lee M. Hollander, 1914.
- Rock Crystal at أرشيف الإنترنت (scanned book original edition), contained in The German Classics of the Nineteenth and Twentieth Centuries, Volume 08, tr. Lee M. Hollander, 1914.
- بلور الجبل public domain audiobook at LibriVox